# Giuseppe Lipartiti
Giuseppe Lipartiti (Torremaggiore, ... – ...; fl. XX secolo) è stato un regista e sceneggiatore italiano.

## Biografia
Il lavoro di Lipartiti si è condensato negli anni dal 1958 al 1967, durante i quali ha presentato tre commedie, due basate su una sua sceneggiatura, che non hanno avuto molto successo artistico e commerciale. I suoi due film, realizzati nel 1967 e nel 1978, non poterono essere utilizzati nelle sale dopo le proiezioni dei festival.

## Filmografia
- Avventura a Capri (1958)
- Gli scontenti (1961)
- Via Veneto (1964)
- Le italiane peccano in silenzio (1967)
- Eleonora: sì e no (1983)